# 티퍼니 친
오드리 티퍼니 친(영어: Audrey Tiffany Chin, 1967년 10월 3일~)은 미국의 피겨스케이팅 선수이다. 

## 생애
캘리포니아주 오클랜드에서 태어났으며, 샌디에이고에서 자랐다. 
1981년 캐나다 런던에서 열린 1981년 세계 주니어 선수권 대회에서 소련의 마리나 세로바와 안나 안토노바를 꺾으며 우승했다.
1984년 솔트레이크시티에서 열린 1984년 전미 선수권 대회에서 은메달을 획득하며 올림픽 국가대표로 발탁되었다. 같은 해에 유고슬라비아에서 열린 1984년 동계 올림픽에 참가하였으며, 동독의 카타리나 비트, 미국의 로절린 섬너스, 소련의 안나 키로바의 뒤를 이어 4위에 올랐다.
또한 트리플 악셀을 뛸 수 있었으나 경기에서 뛴 적은 없다.

## 대회 성적
| 대회             | 1980-81 | 1981-82 | 1982-83 | 1983-84 | 1984-85 | 1985-86 | 1986-87 |
| ---------------- | ------- | ------- | ------- | ------- | ------- | ------- | ------- |
| 동계 올림픽      |         |         |         | 4th     |         |         |         |
| 세계 선수권 대회 |         |         | 9th     |         | 3rd     | 3rd     |         |
| NHK 트로피       |         |         | 3rd     |         |         |         |         |